# Xoán Bautista Andrade
Juan Bautista Andrade Tojedo, nacido en Lérez (Pontevedra) el 24 de julio de 1879 y fallecido en la misma parroquia el 3 de septiembre de 1930, fue un escritor gallego. Fue tío del escritor y economista Valentín Paz-Andrade.

### Otros artículos
- Valentín Paz-Andrade

- Datos: Q12402901
- Multimedia: Xoán Bautista Andrade / Q12402901